# حليلة (كيمياء)

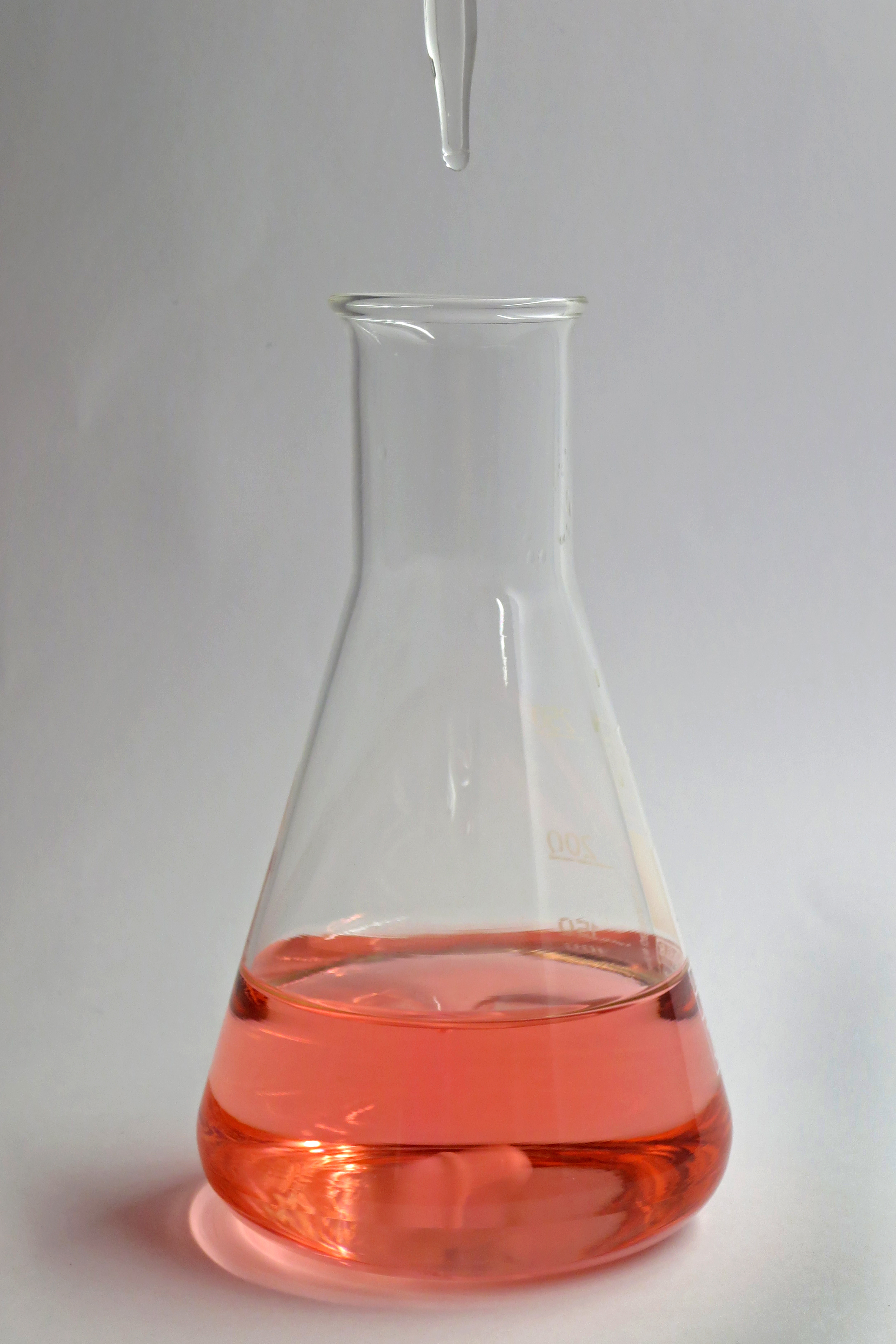

الحليلة  في الكيمياء، هو الشيء المراد تحليله ومحل اهتمامنا. تهتم الكيمياء بمعرفة وقياس خصائص حليلات، ولكن لا يمكن قياس الحليلات؛ ويمكن قياس خصائصها فقط.
فعلى سبيل المثال بالنسبة لمنضدة فيمكنك قياس ارتفاعها وقياس طولها وعرضها. بالمثل بالنسبة إلى الجلوكوز فيمكنك تعيين تركيزه في محلول. في تلك الحالة يكون الجلوكوز هو الحليلة والتركيز هي الصفة التي من الممكن «قياسها». وهذا ما نقوم به في التحليل الكيميائي؛ نحن نقيس خصائص الأشياء ومنها نتعرف على الشيء ونعيّن كميته.
يتناسى الكيميائيون في المختبرات الكيميائية في الوهلة الأولى كما يتناسى العامة من الناس أن التحليل هو قياس الخصائص ولا يذكروا ذلك، ومع ذلك فالمقصود معروف. يمكنك تحليل عينة معمليا وتعين كمية الذهب فيها مثلا أو نسبة الحديد في عينة (كمية الحديد / الوزن الكلي للعينة).

## اقرأ أيضًا
- تحليل كيميائي
- ترسيب